# Crusade (album)
Crusade is het vierde album van John Mayall's Bluesbreakers en werd op 12 juli 1967 in Decca-studio's nabij West Hamstead opgenomen. Het werd uitgebracht op 1 september 1967. Op dit album heeft sologitarist Peter Green plaatsgemaakt voor Mick Taylor. De Bluesbreakers zijn met twee blazers uitgebreid. Gus Dudgeon tekende als geluidstechnicus voor de opnames en Mike Vernon als producer. De hoes van de originele lp uitgave is ontworpen door John Mayall. 

## Bandleden
- John Mayall - zang/piano/orgel/harmonica/5- en 9-snarige gitaren
- Mick Taylor - sologitaar
- John McVie - basgitaar
- Hughie Flint, Keef Hartley - drums
- Rip Kant, Chris Mercer - blazers

## Tracklist
Álle nummers zijn van John Mayall tenzij anders aangegeven
1. "Oh, Pretty Woman" (A.C. Williams) – 3:40
2. "Stand Back Baby" – 1:50
3. "My Time After Awhile" (Ron Badger/Sheldon Feinberg/Robert Geddins) – 5:15
4. "Snowy Wood" (Mayall/Mick Taylor) – 3:41
5. "Man of Stone" (Eddie Kirkland) – 2:29
6. "Tears in My Eyes" – 4:20
7. "Driving Sideways" (Freddie King/Sonny Thompson) – 4:03
8. "The Death of J.B. Lenoir" – 4:27
9. "I Can't Quit You Baby" (Willie Dixon) – 4:35
10. "Streamline" – 3:19
11. "Me and My Woman" (Gene Barge) – 4:05
12. "Checkin' up on My Baby" (Sonny Boy Williamson II) – 3:59